# Raffi
Hagop Melik Hagopián (Paiachug, provincia de Salmast, 1835 - Tiflis, actual Georgia, 25 de abril de 1888), conocido como Raffi, fue un escritor armenio. Su obra más importante es la novela Khente ("El Visionario", literalmente "El Loco").
Por motivos económicos debió interrumpir sus estudios en Tiflis y ayudar a su padre, comerciante. Así, visitó Mush, Van y otras ciudades armenias que estaban bajo dominio turco, completando sus estudios como autodidacto. En 1853 publicó sus primeros poemas, en krapar o armenio clásico, en Artsuí Vaspuraganí ("Águila de Vaspuragán"). En 1860 colaboró con el periódico Hiusisapayl ("Aurora Boreal"), que se publicaba en Moscú. 
En 1870 fijó su residencia en Tiflis, donde publicó varias obras y colaboró con el diario Mshag ("Agricultor"), con relatos de viajes en los que retrata la vida de la comunidad armenia en Persia. Posteriormente se traslada a Tabriz, pero debe regresar a Tiflis al ser denunciado como agitador. Entre 1877 y 1878, durante la guerra ruso-turca, envía crónicas al diario Portz ("Prueba") acerca de los sufrimientos de los armenios en territorio otomano. En los años siguientes aparecen sus novelas Djelaleddín (1878), El gallo de oro (1879), El Visionario (1880), Chispas (1880), David Bek (Davit-Bek, 1881) y Memorias del Hurtacruz (1882).
En 1884 dirigió brevemente el diario Mshag, junto con Krikor Artzuní, pero pronto lo dejó y comenzó a colaborar con el semanario Artzakank ("Eco"), donde apareció su novela histórica Samuel.

## Enlaces externos

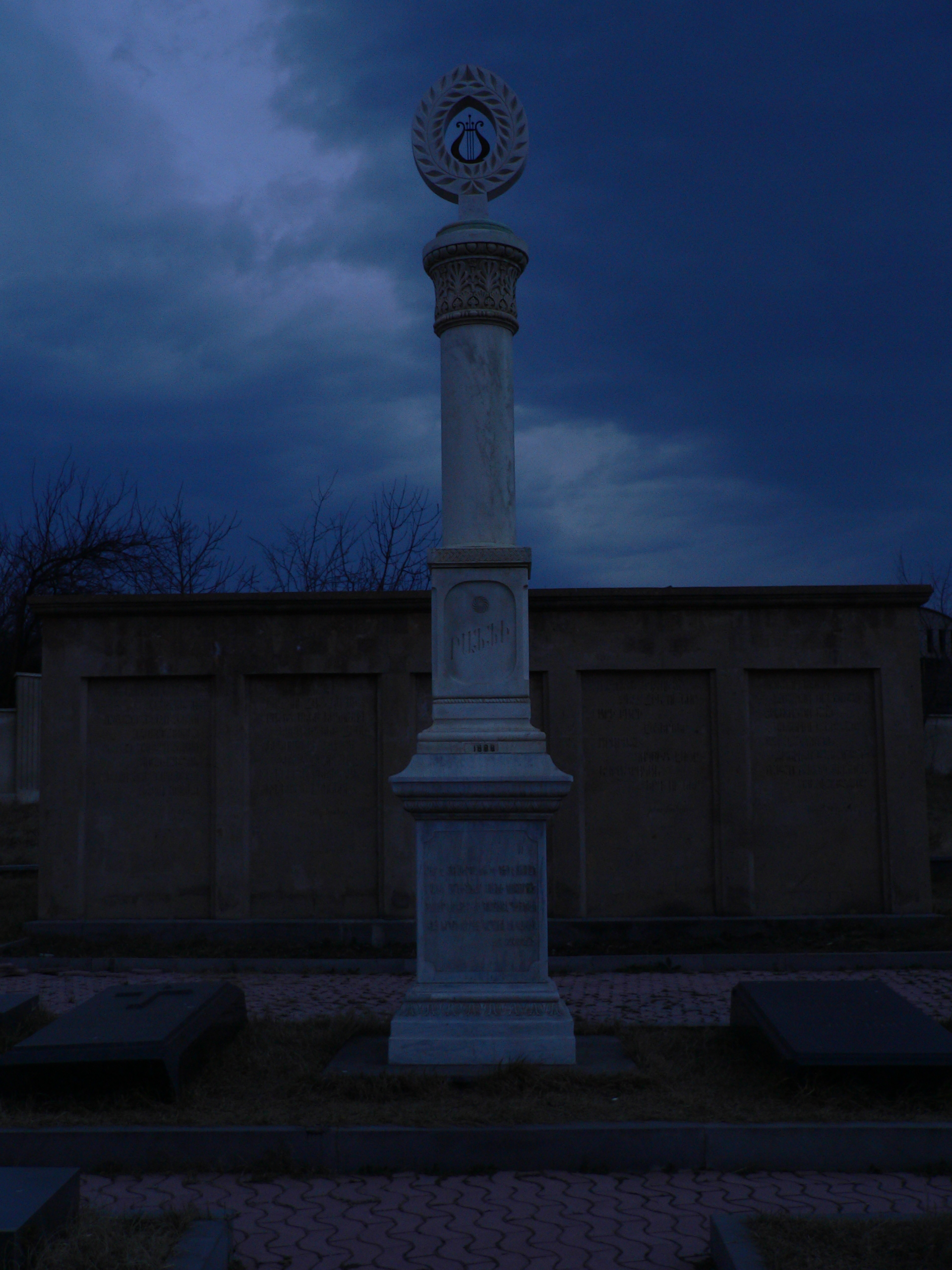
Tumba de Raffi.